# Goblipatak
Goblipatak románul: Valea Goblii, falu Romániában, Erdélyben, Fehér megyében. Közigazgatásilag Alvinc községhez tartozik.

## Fekvése
Alvinc közelében fekvő település.

## Története
Goblipatak korábban Alvinc része volt, 1910-ben 120 lakossal. 1956 körül vált külön, ekkor 132 lakosa volt. 1966-ban 98, 1977-ben 118, 1992-ben 109, 2002-ben pedig 97 román lakosa volt.